# Edwin (voornaam)
Edwin is een (jongens)voornaam en betekent rijke vriend. Het komt uit het Oudengels; ead (rijk, gezegend) en wine (vriend). In Nederland wordt meestal Vriend van het erfgoed als betekenis opgegeven. De vrouwelijke variant is Edwina.
Het was ook de naam van een 7e-eeuwse koning uit Northumbria. Sinds die tijd was de naam niet meer populair, pas in de 19e eeuw won de naam weer aan populariteit. 

## Personen met de voornaam Edwin en Edwina
- Edwin Abbott Abbott, Brits schrijver en theoloog
- Edwin Eugene (Buzz) Aldrin, Amerikaans astronaut; tweede man op de maan
- Edwin James Barclay, president van Liberia (1930-1944)
- Edwin Brienen, Nederlands filmregisseur
- Edwin Carr, Nieuw-Zeelands componist en dirigent
- Edwin Congo, Colombiaans voetballer
- Edwin Evers, Nederlands presentator
- Edwin de Graaf, Nederlands voetballer
- Edwin van Haastert, Nederlands schaker
- Edwin Hubble, Amerikaans astronoom
- Edwin Land, ontwikkelaar van de polaroidcamera
- Edwin van Northumbria, koning van Northumbrië in de 7e eeuw
- Edwin de Roy van Zuydewijn, ex-echtgenoot van prinses Margarita de Bourbon de Parme
- Edwin Rutten, Nederlands acteur
- Edwin van der Sar, Nederlands voetballer
- Edwin Schimscheimer, Nederlands muzikant
- Edwin Starr, Amerikaans soulzanger
- Edwin de Vries, Nederlands acteur en regisseur
- Edwin Wieringa, Nederlands bassist
- Edwina Currie, Brits politica en romanschrijfster
- Edwina Cynthia Annette Ashley, echtgenote van Louis Mountbatten